# Gałów

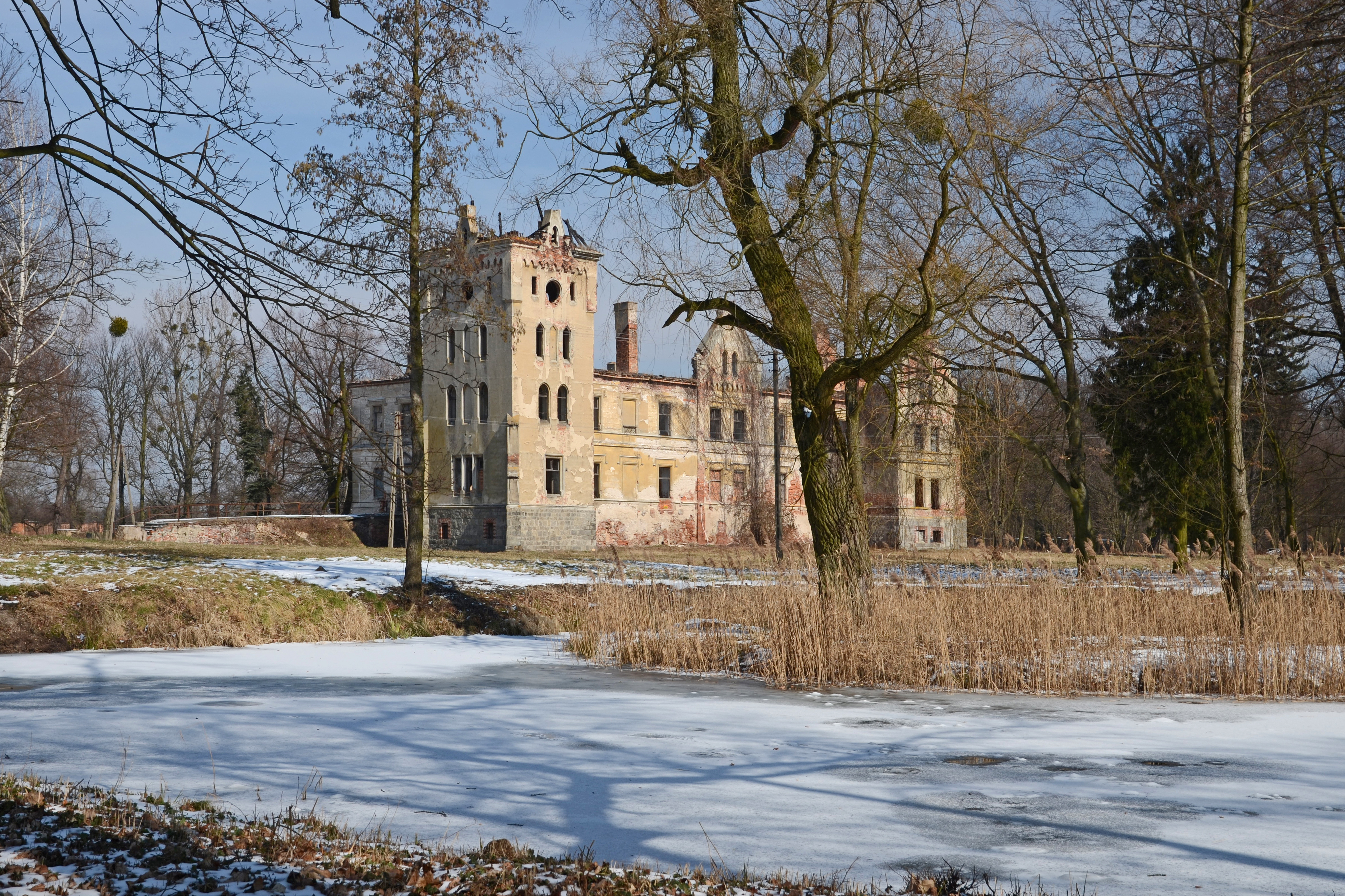
Ruiny pałacu z XVII w.

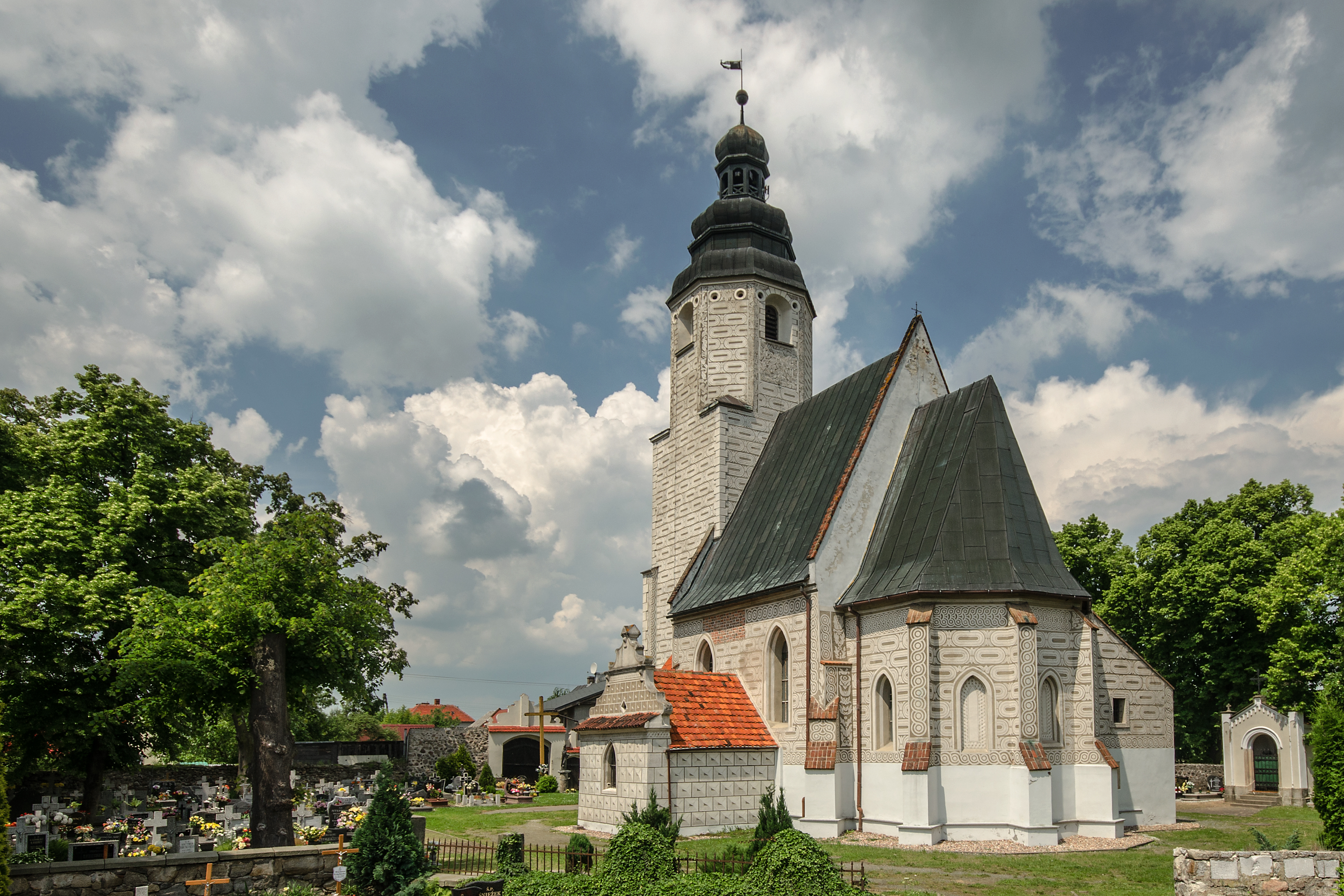
Kościół Niepokalanego Poczęcia NMP

Gałów (niem. Gross Gohlau) – wieś w Polsce, położona w województwie dolnośląskim, w powiecie średzkim, w gminie Miękinia.
W latach 1975–1998 wieś administracyjnie należała do województwa wrocławskiego.
Graniczy z Wrocławiem, na którego terenie znajduje się dawny przysiółek tej wsi, obecne osiedle Gałów, przyłączone do miasta w roku 1973.

## Nazwa
Według niemieckiego językoznawcy Heinricha Adamy’ego nazwa miejscowości pochodzi od polskiej nazwy "goły". W swoim dziele o nazwach miejscowych na Śląsku wydanym w 1888 roku we Wrocławiu jako starszą od niemieckiej wymienia nazwę - Golou podając jej znaczenie "Kahlau (kalau)" czyli po polsku "Łyse, wyłysiałe". Nazwa pochodzi prawdopodobnie od gołego terenu pozbawionego drzew, na którym przeprowadzono deforestację. Adamy zalicza nazwę wsi do grupy miejscowości, których nazwa wywodzi się od wycinki drzew "von gola = vom Walde freigemachter, kahler ort". Niemcy zgermanizowali początkowo nazwę na Gohlau, a później na Gross Gohlau w wyniku czego utraciła ona swoje pierwotne znaczenie.
W kronice łacińskiej Liber fundationis episcopatus Vratislaviensis (pol. Księga uposażeń biskupstwa wrocławskiego) spisanej za czasów biskupa Henryka z Wierzbna w latach 1295–1305 miejscowość wymieniona jest w zlatynizowanej formie Galow.

## Integralne części wsi
| SIMC    | Nazwa   | Rodzaj     |
| ------- | ------- | ---------- |
| 0877230 | Gałówek | przysiółek |

## Zabytki
Do wojewódzkiego rejestru zabytków wpisane są:
- kościół pw. Niepokalanego Poczęcia NMP, filialny  z 1509 r., 1848 r. Na kościele tablica o przebudowie świątyni z herbami von Seydlitz i Czettritz[10]
- zespół pałacowy i folwarczny:
  - pałac, eklektyczny, z pierwszej połowy XVII w., przebudowywany w XVIII w. i w latach 1861-1874
  - park, z drugiej połowy XIX w.
  - oficyna I, nr 59 D, z przełomu XIX/XX w.
  - oficyna II, nr 59 C, z początku XX w.
  - remiza, z przełomu XIX/XX w.
  - budynek gospodarczy, z pierwszej połowy XIX w.